# Viðareiði
Viðareiði er den nordligste bygd på Færøerne. Den ligger på en tange på på øen Viðoy, omkranset af høje fjelde i nord og syd. Bygden udgør den eneste bebyggelse i Viðareiðis kommuna.
Der er vejforbindelse med Norðoyars regionale tyngdepunkt, Klaksvík, via en dæmning og flere tunneler.  I 2016 blev den usikre vej til Viðareiði afløst af den moderne tunnel Viðareiðistunnilin. Flere gange om dagen er der busforbindelse til Klaksvík. Mange fra Viðareiði dagpendler til eksempelvis Klaksvík for at arbejde.
Der er landingspladser for mindre både ved Eiðsvík øst for bygden og ved Leiti syd for, men der er ingen naturlig havn. Siden 1962 har man derfor samarbejdet med Hvannasunds kommuna om havnen i Hvannasund.
Bygdens vigtigste næringsveje er fiskeri, skibsfart og havbrug. Der er et hotel, købmand og en laksefarm. 
Den nuværende skole blev opført i 1986, hvor der undervises fra 1. til 7. klasse, herefter fortsætter eleverne skolegangen i Klaksvík. I skolebygningen er der afsat lokaler til daginstitution for mindre børn og fritidsskole.

## Geografi
Den er beliggende i en 1,5 km bred dalsænkning med høje fjelde i nord og syd, med udsigt til naboøerne mod øst, Fugloy og Svínoy, mod vest Borðoy, Kunoy og Kalsoy. Viðareiði betyder træ-landtange, og da man jo er på en tange, hedder det á Viðareiði (på Viðareiði) på færøsk. Fjeldet nord for Viðareiði hedder Villingadalsfjall og er 844 m højt. Enniberg 754 m, er et af Europas højeste forbjerge. Fra bygden kan man se alle de seks øer som går under betegnelsen Norðoyar.

## Historie
Et sagn fortæller at den første bebyggelse på stedet var oppe ved Garður, muligvis øst eller nedenfor den nuværende bebyggelse. Dette kan hvis det er tilfældet spores tilbage til landnamstiden på Færøerne i vikingtiden mellem år 800 og 1050. Ifølge Christian Matras forekommer stednavne som garður, «gård», ofte i de ældste dele af de færøske bygder. Viðareiði er første gang nævnt skriftlig i Hundebrevet fra sidste halvdel af 1300-tallet.
I 1600-tallet blev den gamle kirke ødelagt i en storm. En del af kirkegården blev skyllet ud i havet, men kisterne blev bjerget i Hvannasund og på ny begravet i Viðareiði.
Omkring 1695 ødelægger et voldsomt uvejr kirken og river dele af kirkegården i havet
Den engelske brig "Marwood" med 13 mand om bord strander 1847 ved Viðariði, 9 mand reddes og som tak for redningsarbejdet får kirken kirkesølv som gave fra den engelske regering
Viðareiði fik sin første skole i 1895.
Et tørrehus opbevaring af tørret kød fra bygden, genopføres 1965 på Frilandsmuseet ved Kongens Lyngby

## Religion
Nutidens Viðareiðis kirkja stammer fra 1892. Til den hører præstegården Ónagerði, som har en stor historisk betydning og væsentlig ældre end den nuværende kirke. 
Da vækkelsesbevægelser begyndte at få tilslutning på Færøerne i begyndelsen af 1900-tallet, fandt den første tilslutning i Norðoyggjar sted i Viðareiði. Brødremenigheden, der praktiserede voksendåb, havde allerede i 1906 en mødesal i bygden.

## Personligheder
- Beinta Broberg (1667-1752), præstekone, Hun var inspirationen til Jørgen-Frantz Jacobsens berømte romanfigur Barbara. (dele af den danske spillefilm "Barbara" blev optaget i Viðareiði her
- Anfinn Kallsberg (f. 1947), konservativ politiker.
- Christian Matras (1900-1988) Sprogprofessor og lyriker

## Galleri
| - Del af Viðoy med Viðareiði - Viðareiði - Viðareiði - Viðareiðis kirkja |